# Compagnie Soul City
La Compagnie Soul City, est un groupe de danse réunionnais, formé en 2008,.
La compagnie est médaillée d'argent en danse aux VIIIes jeux de la francophonie en Côte d'Ivoire,.

## Parcours
Crew créé par Monsieur PATRICK PAVIEL dans les années 90 à la possession à la rivière des galets dans le quartier de la cité De Louise et dirigé par la suite en 96 par Baba (ATTOUMANE Guy).La compagnie Soul City est basée dans la ville du Port à La Réunion. C'est en 2008 que la structuration de la compagnie de danse est mise en place. Elle est dirigée par le chorégraphe Didier Boutiana depuis 2011. La même année il crée Body of Knowledge en collaboration avec la Dusi Dance Company d’Afrique du Sud.
Mettant en valeur l’identité culturelle réunionnaise, Didier Boutiana et son équipe développent un travail chorégraphique et culturel qui se nourrit de la danse hip hop, notamment en 2013 avec la pièce de théâtre REFLEX.
En 2017, à Abidjan lors des VIIIes jeux de la francophonie, ils remportent la médaille d’argent.

## Chorégraphies
- 2011 :  Body of Knowledge en collaboration avec la Dusi Dance Company d'Afrique du Sud ;
- 2013 : Reflex
- 2017 : Kanyar[6]
- 2022 : Maga
- 2022 : Le Sol Oblige

## Prix et reconnaissances
- 2017 :  médaille d'argent aux Jeux de la francophonie à Abidjan (Côte d'Ivoire).